# Prionosciadium macrophyllum
Prionosciadium macrophyllum är en flockblommig växtart som beskrevs av John Merle Coulter och Joseph Nelson Rose. Prionosciadium macrophyllum ingår i släktet Prionosciadium och familjen flockblommiga växter. Inga underarter finns listade i Catalogue of Life.